# Tarek William Saab
Tarek William Saab Halabi és un polític, advocat i poeta veneçolà, nascut el 10 de setembre de 1962 a El Tigre (Anzoátegui). Va ser líder estudiantil, Cap de l'oficina de Drets Humans del consell municipal de Caracas entre 1993 i 1998, Congressista pel Districte Federal entre 1998 i 1999, integrant de l'Assemblea Nacional Constituent de 1999, diputat en l'Assemblea Nacional per l'Estat Anzoátegui entre 2000 i 2004, governador per aquest mateix Estat entre 2004 i 2012, president de la Defensoria del Poble designat per l'Assemblea Nacional en 2014 i en 2017 va ser designat com a fiscal general de la República per l'Assemblea Nacional Constituent.
Durant el cop d'estat de l'abril de 2002 va ser arrestat arbitràriament sense càrrecs i colpejat en públic, mentre les televisions privades que donaven suport al cop d'estat emetien les imatges i les celebraven; sent alliberat poc després, quan el cop va fracassar. Aquestes imatges van obrir els ulls a molts intel·lectuals veneçolans que inicialment van donar suport al cop d'estat i que no podien entendre per què es colpejava a un poeta defensor dels drets humans.
Entre les seves obres literàries destaquen: Los ríos de la Ira (1987), El Hacha de los Santos (1992), Príncipe de Lluvia y Duelo (1992), Al Fatah (México, 1994), Angel Caído Angel (1998), Cielo a Media Asta (2003) o Cuando Pasen las Carretas (2003).

## Activitat estudiantil
Va néixer al si d'una família de comerciants libanesos. Tarek William Saab va mostrar per vocació ser escriptor, començant a publicar poemes i articles en la premsa local des dels quinze anys en el diari Torxa de la ciutat d’El Tigre. Tarek William Saab, durant la seva joventut, va ser un líder estudiantil i militant de moviments d'extrema esquerra. Ja al cap de 14 anys, Saab s'uneix al excomandant guerriller Douglas Bravo i al seu moviment revolucionari PRV-Ruptura ·  ·  arribant a convertir-se des de finals dels anys 1980 fins a mitjans dels anys 1990 en el seu assistent personal. Va ser elegit president del Centre d'Estudiants de l’Institut Briceño Méndez d’El Tigre entre 1978 i 1980, i president de la Federació d'Estudiants de la zona Sud de l'Estat Anzoátegui entre 1979 i 1980. · 
Traslladat a Mèrida, entre 1981 i 1982, on va presidir el comitè de batxillers sense matrícula de la Universitat dels Andes va declinar continuar-hi estudiant lletres (on formava part del moviment estudiantil), per optar a estudiar dret a la Universitat Santa María de Caracas. · 
Té un postgrau en dret penal i estudis en drets humans, ambdós a la Universitat Central de Veneçuela (UCV), també a Caracas.

## Carrera política
A principis de la dècada dels noranta, va ser nomenat cap de l'oficina de drets humans del Consell Municipal de Caracas i funda la càtedra de Drets Humans de la Policia de Caracas, on va ser professor entre 1994 i 1996. Coneix en la Caserna San Carlos al tinent coronel del cop d'estat de 1992, Hugo Chávez, a qui va defensar amb un grup de juristes, aconseguint intercedir davant del president Rafael Caldera per aconseguir el seu indult en 1994. Aquest mateix any, és postulat per Veneçuela al Premi Internacional de Drets Humans “Reebok Human Rights Award”.
En 1997, es crea el Comitè de Defensa dels Desapareguts Polítics Veneçolans als anys 60, 70, 80 i 90, del qual va ser nomenat coordinador. · 
Va pertànyer a diversos comitès de defensa dels Drets Humans i a organitzacions no governamentals com la Comissió Justícia i Pau de Petare.

### Parlamentari
Després de l'alliberament de Chávez, passa a col·laborar en el Moviment Bolivarià Revolucionari-200 (MBR-200), antecessor immediat del Moviment V República (MVR), secundant activament la candidatura de Chávez a la presidència el desembre de 1998, i aconseguint ser elegit per aquesta organització política com a diputat al Congrés Nacional en les eleccions d'aquell any, ocupant el càrrec de president de la comissió de cultura de la cambra de diputats. Al juliol d'aquest any, va ser elegit membre de l'Assemblea Nacional Constituent per a redactar la nova Constitució en 1999, en la qual va presidir la comissió de drets humans. En aquesta, va coordinar-hi la redacció del Títol 3 dels Deures i Drets Humans.
Per als 2000, a causa dels preceptes de la nova carta magna, es celebren noves eleccions generals i obté l'acta de diputat a la recentment creada Assemblea Nacional, sent president de la Comissió de Política Exterior; com a conseqüència d'aquest càrrec, és la màxima representació parlamentària que s'encarrega d'acompanyar en les seves gires internacionals al president Hugo Chávez. Aquest any va viatjar a deu països membres de l'OPEP formant part de la comitiva oficial del president veneçolà. · 

### Cop d'estat de l'11 d'abril
Durant els successos del cop d'estat de l'11 d'abril del 2002, Saab es trobava en una sessió convocada per l'Assemblea Nacional, on hi era president de la Comissió de Política Exterior. En finalitzar la sessió, ell al costat d'altres diputats, van partir cap al Palau de Miraflores a la concentració en suport al president Hugo Chávez. A les 11 de la nit, en haver-se consumat el cop d'estat i després de parlar amb el president, alguns diputats decideixen resguardar-se en diferents llocs.
L'endemà al matí, Saab torna a la seva casa per a acompanyar als seus fills de tres i set anys. Hores després, una multitud va assetjar la residència familiar. Saab va ser detingut per una comissió de la DISIP i reclòs en els soterranis de l'Helicoide juntament amb la dirigent Lina Ron fins al 13 d'abril.
Després de la pressió de personalitats i moviments de drets humans, Saab va ser alliberat durant hores de la tarda. Va denunciar que, durant el seu empresonament, va ser amenaçat de ser presentat davant tribunals militars i haver-hi estat agredit durant el trasllat del seu alliberament. En sortir, es dirigeix a la seu del canal estatal, Veneçolana de Televisió, on dirigeix la retransmissió del senyal televisiu.
Mesos després, Saab al costat del diputat d'Acció Democràtica, Edgar Zambrano, presideixen la comissió de l'Assemblea Nacional que va investigar els fets esdevinguts durant el cop d'estat i que conclou amb l'assenyalament dels militars involucrats.

### Governador d’Anzoátegui

#### Període 2004 - 2008
En 2004, Saab va abandonar el seu càrrec de diputat per a aspirar en les eleccions regionals per a governador del seu estat natal: Estat Anzoátegui, pel MVR. En les eleccions del 31 d'octubre, obté 187.209 vots (57% del total), superant a l'opositor Antonio Barreto, rellevant en el càrrec a David De Lima i es converteix en el cinquè governador d’aquest Estat.
El juny de 2007, va enfrontar amb èxit un procés de recol·lecció de signatures per a activar un referèndum revocatori en contra seva, dirigit per l'exministre Luis Alfonso Dávila. Saab ingressa al Partit Socialista Unit de Veneçuela (PSUV) després de la dissolució del MVR.
Entre les obres d'infraestructura més importants inaugurades en aquest període es troben: el tram 8 entre Unare i Píritu de l'autopista Gran Mariscal d’Ayacucho, l'estadi Olímpic José Antonio Anzoátegui, el Complex Poliesportiu Simón Bolívar, el Centre Oftalmològic José Leonardo Chirinos, la Casa Llar de l'Adult Major "Thomas More", la recuperació dels hospitals Razetti de Barcelona i Dr. Luis Felipe Guevara Rojas d’El Tigre, el Centre Diagnòstic Integral "Fabricio Ojeda" i l'Hospital de Nens "Dr. Rafael Tobías Guevara". Al final de la gestió el mandatari va indicar que s'havien lliurat prop de 1.500 obres. Durant el mandat també s'inauguren institucions culturals com l'Escola d'Arts Plàstiques Armando Reverón, la Galeria d'Art Pedro Báez, el Centre Cultural Miguel Otero Silva, el bust a Federico García Lorca i la plaça en homenatge a Bob Dylan.

#### Període 2008 – 2012
Al juny del 2008, va guanyar les eleccions internes del seu partit per a aspirar a la reelecció de la governació d’Anzoátegui en les següents eleccions regionals. En aquests comicis, realitzats el 23 de novembre i on es va enfrontar als opositors Gustavo Marcano i Benjamín Rausseo, Saab obté 311.344 vots (55% del total), aconseguint ser reelegit.
Entre les obres d'infraestructura més rellevants inaugurades en aquest període es troben: els distribuïdors Fabricio Ojeda, Américo Silva i Noel Rodríguez; l'estació d'aigua El Viñedo, el Centre Diagnòstic Integral (CDI) "Chema Saher", els liceus de Caripa i Luisa Càceres d’Arismendi, deu sales d'operacions i la sala d'hospitalització de dones de l'hospital Luis Razetti · , el mirador turístic d’El Tigre, el mercat pesquer dels Boqueticos, l'estadi de futbol "Pancho Alegría", el pont Américo Silva i els boulevares Enees Perdomo en platja Lido, Silvio Rodríguez en platja Cangrego i Mercedes Sosa en platja Los Canales.
En l'àmbit esportiu, mentre va durar la seva gestió, va aconseguir que l'estadi José Antonio Anzoátegui es convertís en la casa on la Selecció Veneçolana de Futbol va jugar la majoria de les seves trobades com a local. En 2011, l'estat va albergar l'edició 18 dels Jocs Esportius Nacionals de Veneçuela. Gairebé en finalitzar el seu mandat, Saab va indicar que durant la seva administració es van construir 94 instal·lacions esportives.
Durant aquest període, al Parc Andrés Eloy Blanco, a part dels tributs a Lorca i Dylan, s'agreguen busts de Rita Valdivia, Roque Dalton, Ernesto Sifontes, Bruce Springsteen, Victor "Chino" Valera Mora, Andrés Eloy Blanco, Ernesto "Che" Guevara, Neil Young, Fabricio Ojeda, Arthur Rimbaud i José Gervasio Artigas com "homenatge a cantants i autors universals en pro de l'alliberament espiritual de la gent". ·  ·  També es van desenvolupar tretze festivals gratuïts de músics nacionals.
Addicionalment es van obrir vuit cases d'alimentació en Cantaura, Lechería, El Tigrito, Pariaguán, Anaco, Puerto La Cruz i El Tigre.

### Defensor del poble
Saab exercia com a integrant de la Comissió per la Justícia i la Veritat, juramentada el 27 de febrer de 2014, amb la funció d'investigar els homicidis, tortures, desaparicions i violacions dels Drets Humans durant el període entre 1958 i 1998 quan, el 22 de desembre de 2014, és designat per l'Assemblea Nacional com a Defensor del Poble.
La seva gestió va fer èmfasi en el desenvolupament acadèmic dels funcionaris de la Defensoria. Segons Saab, de 40.000 casos que es van resoldre durant el 2015 i que es trobaven oberts des del 2010, es va passar a processar 30.418 denúncies en aquest any.
En aquest càrrec, Saab va servir d’enllaç davant del Poder Judicial, a través de la Sala Penal del Tribunal Suprem de Justícia (TSJ), per a la sol·licitud de llibertats amb mesures humanitàries a ciutadans privats de llibertat que es trobaven malalts. Igualment, va gestionar l'alliberament dels polítics Yon Goicoechea i Wilmer Azuaje, catorze policies del municipi Chacao, així com el canvi a arrest domiciliari del dirigent opositor Leopoldo López.
També va rebutjar la participació de menors encaputxats en les manifestacions opositores. Es va mostrar a favor de sancionar als Guàrdies Nacionals que presumptament assassinar al jove Fabián Urbina i rebuig els atacs de simpatitzants chavistes a diputats opositors en l'Assemblea Nacional.
En 2017, acudeix en visita oficial al Líban i es reuneix amb el president d'aquest país, Michel Aoun, i el president del parlament, Nabih Berri.

### Consell Moral Republicà
A finals del 2016, Tarek William Saab és nomenat president del Consell Moral Republicà, òrgan rector integrat per la Defensoria del Poble, la Fiscalia General de la República i la Contraloria General de la República. En 2017, és ratificat al mateix càrrec. · 

### Fiscal general
El 5 d'agost de 2017, el Tribunal Suprem de Justícia, va separar del càrrec de Fiscal General a Luisa Ortega Díaz, a més inhabilitant-la per a exercir càrrecs públics, congelar els seus béns i prohibint-li sortir del país.
En el seu primer dia de sessió, l'Assemblea Nacional Constituent va rebre la sentència del TSJ on es comunicava aquesta decisió. El constituent Diosdado Cabello va proposar la destitució d'Ortega Díaz i la designació de Tarek William Saab, qui per a llavors era el defensor del poble, com a fiscal general "provisional". William Saab va ser designat com el nou titular del Ministeri Públic el mateix dia. Cabello va justificar la postulació dient "Això (el càrrec) no pot quedar buit perquè es generarà un problema que ja el teníem amb la inacció del Ministeri Públic".
En arribar al Ministeri Públic, Saab instrueix reformes com la creació de la Fiscalia Nacional especialitzada en Fauna Domèstica i Silvestre, la Fiscalia Nacional Especialitzada en el Delicte de Tràfic de Dones, la Fiscalia Nacional Especialitzada en el Delicte de Tràfic de nens, nenes i adolescents, l'Escola Nacional de Fiscals i el pla d'agilitació de lliurament de vehicles robats. · 
Sobre el cas Cadivi-Cencoex, va assegurar que s'afegeixen 200 noves empreses a la recerca per sobrepreu i desfalc. Per aquestes recerques ja es tenen 21 «empresaris de maletí» privats de llibertat. També va anunciar l'inici d'una recerca contra Juan Pablo Guanipa, i per una vinculació amb Diego Salazar Carreño, en marc de les recerques del cas Andorra es va conèixer l'inici d'una recerca a Rafael Ramírez Carreño. Saab va assegurar que fins a aquest moment 18 gerents de PDVSA havien estat capturats.
El febrer de 2016, el diputat per l'Estat Apure Julio Montoya havia denunciat l'existència d'una xarxa de corrupció i blanqueig de diners al Banc d'Andorra, on va denunciar a Nervis Villalobos i Diego Salazar Carreño. El diputat Montoya també va assenyalar al exviceministre de Desenvolupament Energètic i expresident de l'Electricitat de Caracas Javier Alvarado Ochoa, a l'exdirector de la Direcció dels Serveis d'Intel·ligència i Prevenció (DISIP) Carlos Luis Aguilera i al exviceministro d'Interior i Seguretat Ciutadana Alcides Rondón, sobre els quals no s'han iniciat recerques.
El 19 de desembre del 2017 va anunciar la desarticulació del cartell El Malecón, després de l'aprehensió de Yoel Palmar qui va ser acusat de tràfic agreujat de substàncies estupefaents i psicotròpiques en la modalitat de transport i associació. L'operació va deixar un total de 13 persones detingudes, incloent-hi a Jeffry Rojas, coordinador de seguretat i de plataforma de l'aerolínia Laser, i funcionaris de la Guàrdia Nacional. La captura es va aconseguir després de la intercepció d'una trucada telefònica.
El 14 de juny de 2018, l’ANC, va designar a William Saab com a president de la Comissió per a la Veritat, considerant la designació de la constituent Delcy Rodríguez com a vicepresident de Veneçuela. ·  ·  El 26 de setembre es va donar a conèixer un desfalc per 100 milions de dòlars en PDVSA Gas Colòmbia. En aquest cas es van lliurar cinc ordres d’aprehensió. Als involucrats se'ls acusa de corrupció pròpia, associació per a delinquir, entre d'altres. ·  · 
El 8 de febrer de 2018, es va mostrar obert a col·laborar amb la Cort Penal Internacional per als casos de violència en les protestes del 2017 a Veneçuela. El 15 d'agost anuncia la detenció de catorze persones involucrades en l'atemptat amb drons contra el president Nicolás Maduro.
En 2019, el 25 de juliol va declarar que durant la seva gestió havien tingut lloc 3 mil 203 sentències condemnatòries en delictes relacionats al tràfic de drogues. El 18 de setembre anuncia l'excarceració del vicepresident del parlament, Edgar Zambrano, després de l'inici d'un diàleg entre el govern de Nicolás Maduro i l'oposició. El 19 de setembre va assegurar que durant la seva gestió havien tingut lloc 2.779 condemnes per delictes d'homicidi. El 17 d'octubre, en el marc dels acords de la Taula de Diàleg, anuncia l'alliberament de 24 detinguts. ·  El 10 de desembre va declarar que s'ha aconseguit la condemna de 131 funcionaris involucrats en fets de violació als drets humans, incloent-hi a dos efectius acusats d'intentar assassinar i deixar cec al jove Rufo Chacón, els quins van rebre trenta anys de presó.
En 2020, el 27 de gener s'havien imputat a 4.335 persones en els 8.966 casos que han rebut relatius a delictes d'abusos sexuals contra menors d'edat, on s'havia condemnat a 1.340 dels imputats. El 29 de gener anuncia la detenció a Veneçuela d'Aída Merlano, congressista colombiana que es trobava pròfuga al seu país. El 20 de febrer assegura que s'ha decomissat un total de 88 tones de drogues i confiscat 42 avions vinculades al tràfic. De 26.052 casos, es van presentar 37.490 imputacions, 11.611 acusacions i 3.391 condemnes han estat emeses relatiu a aquests delictes.
En un informe presentat el juliol de 2020, l'Alta Comissionada per als Drets Humans de l'Organització de les Nacions Unides (ONU), Michelle Bachelet, va reconèixer la labor de Tarek William Saab i el seu equip del Ministeri Públic en defensa dels drets humans. En aquest informe, al numeral 38 ressalta la labor del Ministeri Públic en pro de la justícia. En el numeral 53, destaca les labors del Ministeri Públic quant a tortures i maltractaments. En el numeral 61, reconeix l'actuació diligent del Ministeri Públic davant les morts ocorregudes en el Centre Penitenciari de Los Llanos. Les conclusions van venir a partir del seguiment de l'actuació del Ministeri Públic que Bachelet va realitzar des de la seva reunió amb Saab a Caracas el juny de 2019. El 14 de setembre, en una al·locució en el 45è període de sessions del Consell de Drets Humans dut a terme a Ginebra (Suïssa), Bachelet va destacar la col·laboració del Fiscal General, Tarek William Saab, en l'avanç d'intercanvi d'informació sobre casos individuals i situacions de drets humans, agregant que "va ratificar el seu compromís d'avançar en la recerca de 58 presumptes casos d'execucions extrajudicials per forces de seguretat i en 35 casos de morts documentats per la meva Oficina en el context de protestes.".
Com a part de la persecució als abusos policials, Saab ha anunciat la recerca a policies per vexació a detinguts, l'arrest de caps policials del FAES per l'assassinat de dos periodistes de Guacamaya TV, 4 efectius de la Guàrdia Nacional Bolivariana per la mort d'un ciutadà en una protesta per gasolina i 5 integrants del FAES per morts ocorregudes en la carretera Caracas-La Guaira.

## Trajectòria literària
Va començar a escriure poesia al cap de catorze anys, quan estudiava a l’Institut Briceño Méndez, publicant poemes en el diari local Antorcha. En els anys 80, els seus poemes arriben fins a les pàgines de Paper Literari d’El Nacional. La influència dels poetes estatunidencs de la generació beat com Jack Kerouac, Allen Ginsberg i el moviment de contracultura hippie van ser influents en els inicis de la poesia de Tarek William Saab, així com les lectures del novel·lista alemany Herman Hesse. ·  La seva poesia inicialment va tenir un sentit social associat a la tradició llatinoamericana que va caracteritzar als poetes Juan Gelman, Ernesto Cardenal, Roque Dalton i Víctor Valera Mora, per a després evolucionar a una literatura molt més personal, atenta als sons del paisatge, la religiositat, al llenguatge de l'amor i la rebel·lió individual; manifesta a partir de l'edició del poemari «Príncipe de lluvia y duelo». Ha editat onze llibres.
En 1993, participa en la "Trobada Iberoamericana de Joves Escriptors – Literatura i compromís" realitzat a Màlaga, Espanya. Aquí, entrevista a Mario Benedetti i Juan Goytisolo en articles que van ser publicats als diaris Últimas Noticias i El Nacional.
El seu treball ha comptat amb la bona crítica d'escriptors de la talla de Juan Liscano, Jesús Sanoja Hernández, Gustavo Pereira, Luis Alberto Crespo i Víctor Bravo, entre d'altres.
 .
El seu llibre "Los niños del infortunio" (Cuba, 2006) ha estat traduït a l'anglès, francès i xinès, i ha circulat en diversos països d'Amèrica Llatina. Va ser escrit després de ser convidat pel president cubà, Fidel Castro, durant una entrevista que li va realitzar en 2005 a l'Havana, per a visitar la missió mèdica cubana al Pakistan. Es va presentar en la fira del llibre de la capital cubana a l'any següent, amb la presència de Castro i Hugo Chávez. Chávez va ser qui li va col·locar el sobrenom del Poeta de la Revolució.

### Llibres publicats
- Els rius de la ira // Los ríos de la ira (Caracas, 1987).
- La destral dels sants // El Hacha de los Santos (Caracas, 1992).
- Príncep de pluja i duel // Príncipe de lluvia y duelo (Caracas, 1992).
- Al Fatah (México, 1994).
- Àngel Caigut Àngel // Ángel Caído Ángel (Caracas, 1998).
- Cel a mitja asta // Cielo a media asta (Argentina, 2001. Venezuela, 2003. Cuba, 2003).
- Quan passin les carretes // Cuando pasen las carretas (Caracas, 2004).
- Poemes selectes // Poemas selectos (Colombia, 2005).
- Els nens de l’infortuni // Los niños del infortunio (Cuba, 2006. China, 2007).
- Memòries de Gulan Rubani // Memorias de Gulan Rubani (Caracas, 2007).
- Un paisatge boreal // Un paisaje boreal (Valencia, 2008. Caracas, 2009).

### Poemes destacats
- Aquest poema és una aposta d’amor // Este poema es una apuesta de amor.
- El fugitiu // El fugitivo.
- Exprés d’orient // Expreso de oriente.
- Crepuscle de l’home sota l’abre // Crepúsculo del hombre bajo el árbol.
- Flauta dolça per a una ximple cançó // Flauta dulce para una tonta canción.
- Oració des d’una tomba de fusta // Oración desde una tumba de madera.
- Memòries de Gulan Rubani // Memorias de Gulan Rubani.
- Maisanta.
- Salm // Salmo.
- Pedres de Jericó // Piedras de Jerico.
- Guaimaro.
- Un paisatge boreal // Un paisaje boreal.

### Distincions
- Menció d'honor en el premi internacional de poesia Ko-Eyù llatinoamericà (1986).
- Finalista de la III Biennal “Francisco Lazo Marti” de l'Ateneu de Calabozo (1987).
- Primer finalista de la I Biennal Neoespartana de literatura “Ángel Félix Gómez” (1991).
- Menció d'honor en la Biennal de poesia "Daniel Camejo Acosta" (Portuguesa) (1991).
- Premi de poesia de la Universitat Central de Veneçuela (1991).
- Premi de poesia "Aquesta terra de Gràcia", Ramos Sucre. (1992).
- Primer finalista del Premi Conac de poesia (1999).
- Homenatge en el 13vo Festival Mundial de Poesia “Quan raneja a la terra” (2016).[93]